# ワカイアカム・カウンティ (戦車揚陸艦)
|          |                                                                         |
| 艦歴     |                                                                         |
| 発注     |                                                                         |
| 起工     | 1952年7月21日                                                           |
| 進水     | 1953年1月23日                                                           |
| 就役     | 1953年8月13日                                                           |
| 退役     | 1970年10月16日                                                          |
| その後   | 2005年6月22日にスクラップとして売却                                     |
| 除籍     | 1973年1月11日または 1973年11月11日                                      |
| 性能諸元 |                                                                         |
| 排水量   | 2,590トン（軽貨）5,800トン（満載）                                      |
| 全長     | 384 ft (117 m)                                                          |
| 全幅     | 55 ft (17 m)                                                            |
| 吃水     | 17 ft (5.2 m)                                                           |
| 機関     | ゼネラルモーターズ278A16気筒ディーゼルエンジン 4基、6,000 shp (4.48 MW) |
| 最大速   | 14ノット (26 km/h; 16 mph)                                              |
| 乗員     | 士官16名、兵員189名、搭載人員395名                                      |
| 兵装     | 連装3インチ砲3基 単装20mm砲5門                                          |

ワカイアカム・カウンティ (USS Wahkiakum County, LST-1162) は、アメリカ海軍の戦車揚陸艦。テレボーン・パリッシュ級戦車揚陸艦の1隻。艦名はワシントン州のワカイアカム郡に因む。
1953年から1970年まで海軍籍で活動した後、1972年から73年にかけて海上輸送司令部に所属、USNS Wahkiakum County (T-LST-1162) として活動した。

## 艦歴
ワカイアカム・カウンティは1952年7月21日に USS LST-1162 としてミシシッピ州パスカグーラのインガルス造船所で起工した。1953年1月23日にウィルバー・G・ディーズ夫人によって命名、進水し、1953年8月13日に艦長I・W・マシューズ少佐の指揮下就役する。
グアンタナモ湾での整調後、LST-1162 は大西洋艦隊に所属しバージニア州のリトル・クリーク海軍両用戦基地を拠点として活動した。1953年の残りはリトルクリーク沖およびフロリダ沿岸での作戦活動に従事した。1954年には大西洋艦隊の揚陸演習「NprAmEx」および「LantFlex」に参加し、フロリダ州キーウェスト沖で戦術開発部隊と共に作戦活動に従事、対潜水艦戦装備の試験を行った。1954年後半に予備役兵を乗せてキューバのハバナを訪問した。1955年3月にはブラッズワース島沖で活動し、海軍の訓練海域における砲術試験で範囲安全艦の務めを果たした。
1955年7月1日、LST-1162 はワカイアカム・カウンティ (USS Wahkiakum County, LST-1162) と命名された。続く5年にわたって東海岸、カリブ海およびメキシコ湾での通常任務に従事する。大西洋艦隊揚陸部隊と共に活動し、ヘリコプター母艦としての役目を果たした。ベトナム戦争においては艦砲射撃の支援艦任務、砲術訓練艦任務、海軍建設工兵大隊およびその装備品の輸送に従事した。
1960年5月から12月にかけて第6艦隊の1隻として地中海に展開する。ワカイアカム・カウンティは貨物と兵員の輸送を担当し、地中海におけるNATO軍の揚陸演習に参加した。
1961年、バージニア州ニューポート・ニューズで拡張オーバーホールを受ける。その後カリブ海に展開し3ヶ月間の活動を行った。
1961年7月1日、ワカイアカム・カウンティは第12揚陸戦隊へと配属され、その年の残りはいくつかの揚陸訓練に参加した。1961年7月から9月にかけて海軍兵学校生をメリーランド州アナポリスからバージニア州リトルクリークへと運び、9月にはカリブ海へ3ヶ月の展開を行った。
1962年秋のキューバ危機では、第8海兵連隊第2大隊を乗せ、10月24日から12月7日まで行われたキューバの封鎖を支援した。1963年の春には再び地中海に展開し、第6艦隊の揚陸任務部隊と活動、1964年春には再びカリブ海に展開した。
1965年4月24日、ドミニカ共和国で追放されていたフアン・ボッシュ・ガビノ元大統領の支持者によるクーデターが発生、サント・ドミンゴは内戦状態となった。4月26日にジョンソン大統領は「合衆国市民を保護し、ドミニカを共産主義から保護するために」アメリカ海兵隊の投入を決定した。更に29日には第82空挺師団を投入する。5月9日から17日までの間、ワカイアカム・カウンティはアメリカ人の保護および作戦活動の支援に従事した。
1960年代後半から1970年にかけてワカイアカム・カウンティはカリブ海と地中海への定期的な展開を行った。
ワカイアカム・カウンティは1970年10月16日にテキサス州オレンジの不活性艦艇施設で退役、1972年4月10日にニューヨーク州ブルックリンで海上輸送司令部に転属、USNS Wahkiakum County (T-LST-1162) となり、海軍からは1973年に除籍された。除籍の正式な日付は1月11日なのか11月11日なのかはっきりしない。
1992年7月29日にワカイアカム・カウンティは海事局国防予備船隊に移管され、カリフォルニア州ベネシアのサスーン湾にある係留地で保管された。その後2005年6月22日にスクラップとしてテキサス州ブラウンズビルのESCOマリーン社に売却、予備役艦隊からは2005年8月24日に除籍された。